# Ś
O  Ś (minúscula: ś) é uma letra (S latino, adicionado de um acento agudo) utilizada nos alfabetos polaco e bielorrusso latino, em polonês, representa o som do "ş" do turco, "š", sch ou sh.